# Nationale Militaire Raad
De Nationale Militaire Raad (NMR) werd direct na de staatsgreep in Suriname van 25 februari 1980 (de Sergeantencoup) geïnstalleerd. De Raad stuurde het kabinet van Henck Arron naar huis en nam het bestuur over het land over. 
De Nationale Militaire Raad bestond aanvankelijk uit één officier en acht onderofficieren:
- 1e luitenant Michel van Rey (1946)
- sergeant-majoor Desi Bouterse (1945-2024)
- sergeant-majoor Badrissein Sital (1946-2017)
- sergeant Roy Horb (1953-1983)
- sergeant Ramon Abrahams (1953)
- sergeant Stanley Joemman
- sergeant Chas Mijnals (1947)
- sergeant Laurens Neede (1946)

Sital werd voorzitter, hoewel Bouterse (de nieuwe bevelhebber van het Surinaamse leger) zich al spoedig ontpopte als de sterke man. Van deze acht hadden alleen Horb en Bouterse daadwerkelijk aan de coup deelgenomen als leden van de "Groep van Zestien". Abrahams, Neede en Sital waren gearresteerd wegens het oprichten van een militaire vakbond en zaten op dat moment gevangen in de Memre Boekoe-kazerne. Als adviseurs traden politici op van hoofdzakelijk linkse (splinter)partijen: Eddy Bruma, Frank Leeflang, Fred Derby (PNR), Rubin Lie Pauw Sam (Volkspartij), Iwan Krolis (PALU) en Henk Herrenberg (SPS). 
De NMR stelde Henk Chin A Sen aan als nieuwe premier, met André Haakmat als vice-premier. Met toenmalig president Johan Ferrier werd onderhandeld met als uitkomst het behoud van de democratische rechtsorde en de bestaande grondwet; Ferrier bleef daarop aan als president.
De koers van de NMR was aanvankelijk gematigd, hoewel zich verschillende vleugels ontwikkelden. Tijdens de administratieve coup van 13 augustus 1980 trok Bouterse de macht naar zich toe. Hij liet de 'linkervleugel' van de NMR, bestaande uit Mijnals (lid van de Revolutionaire Volkspartij), Sital en Joemman arresteren. Zij werden op 15 september 1980 veroordeeld tot enkele jaren cel, op beschuldiging van samenzwering. Ze werden na volksprotesten na een paar maanden vrijgelaten. Vervolgens maakte ook Bouterse een zwenking naar links. Sital werd benoemd tot minister van Volksgezondheid, terwijl Mijnals en Joemman belangrijke posten in het leger kregen. De koerswijziging van Bouterse was mede ingegeven door de toenemende invloed van Haakmat, die dan ook van zijn post werd ontheven. 
De socialistische koers van de NMR, waarbij de banden met Cuba, Grenada en Nicaragua werden aangehaald, was in de loop van 1982 een van de redenen voor massale protesten en stakingen, die ten slotte zouden leiden tot de Decembermoorden. Grenada's premier Maurice Bishop zou hierbij volgens meerdere bronnen een belangrijke rol hebben gespeeld, door Bouterse aan te zetten tot krachtig optreden. 
Na de Decembermoorden bleef de NMR bestaan totdat op 25 november 1987 verkiezingen werden gehouden. Overigens had Bouterse reeds na de Amerikaanse invasie op Grenada en de executie van Bishop (oktober 1983) zijn linkse koers laten varen en alle Cubaanse adviseurs het land uitgezet. Na de verkiezingen van 1987 bleef Bouterse legerleider tot 1988.